# Hrabstwo Sanborn
Hrabstwo Sanborn (ang. Sanborn County) – hrabstwo w stanie Dakota Południowa w Stanach Zjednoczonych. Obszar całkowity hrabstwa obejmuje powierzchnię 570,21 mil² (1476,84 km²). Według szacunków United States Census Bureau w roku 2009 miało 2432 mieszkańców.
Hrabstwo powstało w 1883 roku. Na jego terenie znajdują się następujące gminy (townships): Afton, Benedict, Diana, Elliott, Floyd, Jackson, Logan, Oneida, Ravenna, Silver Creek, Twin Lake, Union, Warren.

## Miejscowości
- Artesian
- Forestburg (CDP)
- Letcher
- Woonsocket